# Adele Ponzano
Adele Ponzano   (Casale Monferrato, 1876 - Torí, 1954)fou una mezzosoprano operística italiana de repertori, que va cantar gairebé sempre papers secundaris de les òperes esmentades.

## Biografia i carrera
Va ser un dels vuit fills del matrimoni Ponzano: Umberto, Giuseppe, Federico, Emilio, Giovanni, Leonilde (dita Nilde), Lucia i Adele.
Estudià a Torí amb la professora Annetta Casaloni, que fou la primera Maddalena de l'òpera Rigoletto de Giuseppe Verdi abans de dedicar-se a l'ensenyament del cant.
La primera referència seva data del 29 de gener de 1898, en una representació de Mefistofele (versió definitiva) al Teatro Regio de Torí. El maig següent participava al Teatre Carignano de Torí a la representació de Mignon d'Ambroise Thomas.
L'any 1899 participà al Teatre Politeama de Saluzzo en l'òpera Fra Diavolo de Daniel Auber. Després va participar en l'òpera La Wally d'Alfredo Catalani al Teatro Costanzi de Roma (estrena al teatre) el 7 de desembre de 1899 i a La Scala de Milà, el 9 de desembre de 1899. En la mateixa temporada d'aquell teatre participà també en L'amico Fritz de Pietro Mascagni i Faust de Charles Gounod. A la companyia també hi participà la seva germana Nilde Ponzano (?-1941), soprano que com Adele també cantà al Gran Teatre del Liceu de Barcelona. L'any 1900, en la temporada de la Fira de Tardor (novembre) va participar en una representació de Manon Lescaut de Giacomo Puccini al Teatro Sociale di Codogno
En la temporada de quaresma de 1902 va participar en l'estrena italiana de l'òpera Hänsel und Gretel d'Engelbert Humperdinck, amb el subtítol en italià de Nino e Rita, al teatre La Scala de Milà sota la direcció d'Arturo Toscanini. El dia 11 de març de 1902 va participar en l'estrena de l'òpera Germania d'Alberto Franchetti, en un paper secundari (la signora Hedvige) i sota la direcció d'Arturo Toscanini. El 20 de maig de 1903 participà en la primera representació a Bolonya, al Teatro Comunale, de l'òpera Adriana Lecouvreur de Francesco Cilea. Va participar en la temporada d'hivern del Politeama Argentí de Buenos Aires, en una companyia encapçalada per la soprano romanesa Hariclea Darclée. El 20 de març de 1904 participava en una representació de l'òpera Iris de Pietro Mascagni al Teatre Verdi de Pisa. El 15 d'abril de 1907 participà en una altra estrena, al costat de Nilde Ponzano, el de l'òpera Gloria de Francesco Cilea, ambdues germanes en papers secundaris, sota la direcció d'Arturo Toscanini.
L'octubre de 1908 va arribar a Nova York per participar en la temporada del Manhattan Opera House, dirigida per l'empresari Oscar Hammerstein (1846-1919), contractada per a la representació de Carmen (rol de Mercédès) de Georges Bizet. Aquella temnporada actuà també a Carmen a Filadèlfia, el 17 de novembre de 1908 en la inauguració del nou teatre Philadelphia Opera House del mateix empresari Oscar Hammerstein i més tard Thaïs de Jules Massenet al mateix teatre el 24 de novembre, Rigoletto l'1 de desembre, Cavalleria rusticana de Mascagni el 5 de desembre, Gli Ugonotti l'1 de gener de 1909, Carmen el dia 2 de gener, Otello de Verdi el 30 de gener i Louise de Gustave Charpentier el 8 de març.
El 24 d'octubre de 1909 participà en la representació de l'òpera Götterdämmerung (El capvespre dels déus) de Richard Wagner al Comunale de Bolonya, teatre al qual participà també el 6 de novembre següent en l'òpera Mefistofele d'Arrigo Boito en un elenc al qual hi participà també la barcelonina Carmelita Bau Bonaplata. El 4 de desembre de 1909 va cantar en l'estrena de l'òpera Rosellina dei Vergoni (La Sina di Vargoun) de Francesco Balilla Pratella, al mateix teatre, sota la direcció de Rodolfo Ferrari.
Va participar en la temporada del 1912 al Teatre La Fenice de Venècia, en les òperes Das Rheingold de Richard Wagner (en el paper de Fricka), Otello de Verdi i Zanetto de Pietro Mascagni. Al mateix teatre, el 9 de febrer de 1913 va participar en l'estrena de Melisenda, òpera de Carlo Merli. Al Liceu de Barcelona participà en la temporada 1912-1913 cantant l'òpera Madama Butterfly de Giacomo Puccini, i en la temporada següent, la 1913-1914, on cantà La Gioconda d'Amilcare Ponchielli, Tristan und Isolde (en italià) de Richard Wagner i Rigoletto de Verdi, a més va participar en concerts d'homenatge, el primer al tenor Bernardo De Muro, el desembre de 1913, i el segon a la mezzosoprano barcelonina Conxita Supervia. La companyia va fer també un viatge a València, amb el seu director Josep Sabater, on Adele va participar en Rigoletto el 20 de desembre de 1913. El estiu de 1914 va marxar a Buenos Aires, a la temporada del Politeama Olimpo, prenent part en la representació de Madama Butterfly el juny, fent el paper de Suzuki amb els rols protagonistes interpretats per Rosina Storchio (Butterfly) i Tito Schipa (Pinkerton). Com de costum en aquelles gires per Amèrica del Sud, el viatge continuà al Brasil, i Adele va participar en Rigoletto al Teatre Municipal de Rio de Janiero.
El maig de 1915 cantà Mosè in Egitto de Gioachino Rossini al Comunale de Bolonya, sota la direcció musical de Pietro Mascagni.
El 25 d'agost de 1923 va participar en la primera representació al Teatre Donizzetti de Bèrgam de l'òpera Tristan und Isolde de Richard Wagner i uns dies més tard al mateix teatre, el 18 de setembre, en l'estrena de l'obra sacra I misteri gaudiosi de Nino Cattozzo, amb llibret del compositor, sota la direcció de Tullio Serafin.
La seva darrera participació coneguda fou en l'òpera Il matrimonio segreto de Domenico Cimarrosa l'any 1928.